# Philippe Jacquot
Philippe Jacquot, né le 5 juillet 1965 à Mazingarbe, est un scénariste de bande dessinée français.

## Biographie
Philippe Jacquot suit des études d'informatique et travaille en tant qu'ingénieur en SSII. Sa passion pour la BD le pousse à prendre la plume et collaborer avec Nicolas Bournay.

## Œuvre
- Lotus de Jade, scénario de Philippe Jacquot, dessins de Naïts, Nucléa
  1. Sarok Khan, 2000  (ISBN 2-914235-26-7)[2]
  2. Kaï Sekh, 2001  (ISBN 2-914235-36-4)
  3. Wang Lu, 2003  (ISBN 2-914235-49-6)
- M.2, scénario de Philippe Jacquot, Clair de Lune, collection Magnum productions
  1. Protection rapprochée, dessins de Patrice Bertolotto, 2007  (ISBN 978-2-353-25017-2)
  2. Attentat suicide, dessins d'André Le Bras, 2009  (ISBN 978-2-353-25128-5)
- Les Purificateurs, scénario de Philippe Jacquot, dessins de Sergio Alcala, P&T Production, collection Horizon
  1. Tome 1, 2008  (ISBN 978-2-87265-401-7)
- Requiem Tenebrae, scénario de Philippe Jacquot, dessins de Jef, Nicolas Bournay, Stéphane Collignon, Fabrice Druet et Sylvain Guinebaud, Nucléa, 2000  (ISBN 2-914235-24-0)